# Uno (álbum de La Ley)
Uno es el nombre del sexto álbum de estudio de la banda chilena de rock La Ley. Fue lanzado al mercado por Warner Music el 21 de febrero de 2000, es el primer álbum que la banda edita después de la partida de Rodrigo Aboitiz y Luciano Rojas y es el último álbum en donde se acredita póstumamente a Andrés Bobe.
Puede notarse en el abandono del sonido y estilo oscuros, a diferencia de sus primeros álbumes, pero este álbum significa el alcance de la madurez musical de La Ley. En los Premios Grammy de 2001 recibió el Grammy al mejor álbum de rock latino. 
Se lanzaron 5 sencillos: «Aquí», «Eternidad», «Fuera de mí», «Paraíso» y «Verano espacial», y para los tres primeros se hicieron sus respectivos videos. Uno vendió más de 500.000 unidades a nivel mundial.

## Lista de canciones
Letras por Beto Cuevas

| Uno   |                                                                                            |                                                          |          |  |
| N.º   | Título                                                                                     | Escritor(es)                                             | Duración |  |
| 1.    | «Eternidad»                                                                                | Beto Cuevas, Pedro Frugone                               | 4:09     |  |
| 2.    | «Tierra»                                                                                   | Beto Cuevas, Pedro Frugone, Mauricio Clavería            | 4:17     |  |
| 3.    | «Aquí»                                                                                     | Beto Cuevas, Aldo Nova                                   | 4:45     |  |
| 4.    | «Fuera de Mí»                                                                              | Beto Cuevas, Aldo Nova                                   | 4:45     |  |
| 5.    | «Delirando»                                                                                | Beto Cuevas, Mauricio Clavería, Pedro Frugone, Aldo Nova | 3:45     |  |
| 6.    | «Amor y Fe»                                                                                | Andrés Bobe, Beto Cuevas                                 | 4:33     |  |
| 7.    | «Paraíso»                                                                                  | Beto Cuevas                                              | 3:46     |  |
| 8.    | «Ritual»                                                                                   | Beto Cuevas, Pedro Frugone, Mauricio Clavería            | 4:04     |  |
| 9.    | «Verano Espacial»                                                                          | Beto Cuevas                                              | 3:53     |  |
| 10.   | «Al Final» (Al final [5:10] + Silencio [2:25] + Once in a lifetime (Pista oculta) [3:07].) | Beto Cuevas, Mauricio Clavería, Pedro Frugone, Aldo Nova | 10:42    |  |
| 48:32 |                                                                                            |                                                          |          |  |

## Créditos
- Beto Cuevas - Voz
- Pedro Frugone - Guitarra
- Mauricio Clavería - Batería
- Sylvain Bolduc - Bajo